# Käthe Kruse
Käthe Kruse   (Dąbrowa, 17 de setembre de 1883 - Murnau am Staffelsee, 19 de juliol de 1968), nascuda Katharina Simon, va ser una pionera de la fabricació de nines a Alemanya i va establir principis de fabricació que persisteixen fins al dia d'avui. Les seves nines originals segueixen col·leccionant-se pel seu realisme i durabilitat.
Katharina era filla del Comptador Principal de Breslau, Robert Rogaske, i de la costurera Christiane Simon, i va créixer en circumstàncies modestes, a pesar que el seu pare va continuar visitant i brindant una mica de suport. Després de graduar-se en l'escola pública, va prendre classes d'actuació i va obtenir un lloc en el Teatre Lessing de Berlín, el 1900. Va actuar en altres ciutats alemanyes i a Varsòvia i Moscou, sota el nom artístic de "Hedda Somin". El 1902, va conèixer a l'escultor i escenògraf ocasional Max Kruse i es va convertir en el seu amant. Kruse va tenir quatre fills d'un matrimoni anterior, i va. passar a tenir vuit fills junts. Va començar a fer nines per als seus propis fills perquè Max Kruse va pensar que les fabricades en massa eren "horribles" i es van negar a comprar-les.

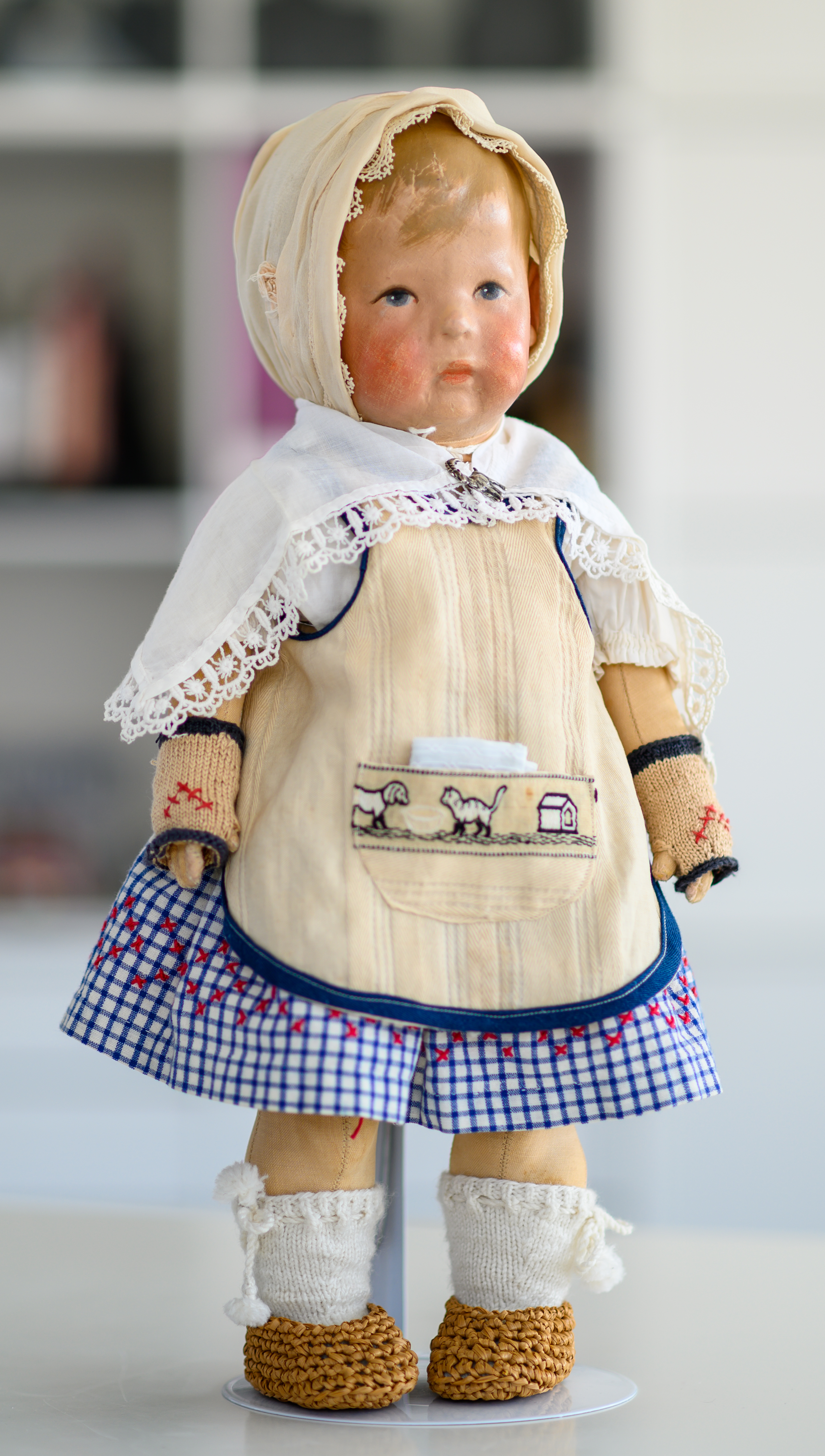
Nina KK No. 1 de 1918

El 1909, tenien tres filles pròpies i van decidir contreure matrimoni. A l'any següent, per primera vegada les seves nines van ser exposades en la Warenhaus Tietz (una tenda de partaments fundada per Hermann Tietz). Es van fer molt populars, i ella va començar a prendre comandes per fabricar més. Inicialment les nines eren molt simples, però posteriorment van anar adquirint característiques més vívides. En la mesura que va anar perfeccionant els mètodes de producció, va anar modelant els seus rostres a semblança dels dels seus fills. Aviat es van fer famoses per la seva naturalitat.

## L'afició es transforma en negoci

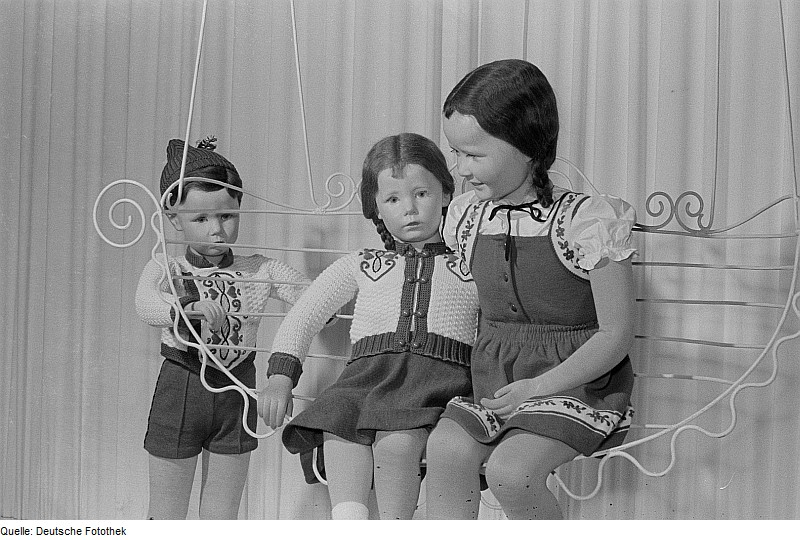
Tres maniquins de nens dissenyats per Käthe Kruse, 1954.

Dues comandes rebudes dels Estats Units (el primer per 150 nines, i el segon per més de 500) van requerir que establís un taller amb un personal nombrós. El 1912, la família es va mudar de Berlín a Bad Kösen, on les nines seguien sent fetes a mà, malgrat el gran nombre de comandes. El 1925, s'estaven fent còpies falsificades de les seves nines i va guanyar la seva primera demanda de drets d'autor. La seva companyia va començar a fabricar maniquins el 1934. Tres anys després va exposar en la Paris Expo. En general, no estava interessada en la política (excepte perquè afectava als negocis), va col·locar les seves nines juntament amb figures de soldats i va donar la benvinguda a Hjalmar Schacht al Pavelló d'Alemanya. També va mantenir contacte amb amics jueus que havien emigrat i es va negar a acomiadar a empleats "meitat jueus".
Durant la guerra, va ser difícil obtenir els materials necessaris, per la qual cosa el seu negoci es va aturar. Les nines de Kruse van adoptar un rostre trist després de la mort del seu fill en la batalla, amb el resultat que Adolf Hitler va tancar la fàbrica i li va prohibir que fes més nines. Ella va perdre a dos dels seus fills en la guerra, i el seu espòs va morir el 1942.
Després de la guerra, va ser impossible reprendre la producció de nines a la zona d'ocupació soviètica. El 1952, la seva companyia es va convertir en Volkseigener Betrieb ("Corporació de propietat pública"). Llavors, juntament amb dos dels seus fills (inclòs l'autor de llibres infantils, Max, jr.), van començar uns tallers de fabricació de nines a Bad Pyrmont i Donauwörth i fins i tot van aconseguir establir-se en la República Federal d'Alemanya. Ella encara dissenyava les nines, i encara estaven fetes a mà, però no estava involucrada en la producció a causa de la seva mala salut. Va passar els seus últims anys amb la seva filla gran, María, a Múnic.

## Evolució posterior de l'empresa
En l'actualitat, les nines a la fàbrica Käthe Kruse de Donauwörth àdhuc se segueixen fabricant a mà. Els cossos són bé de mussolina i emplenats amb pèl de ren, o posseeixen un esquelet interior de filferro recobert amb un teixit de tricot. Els caps són confeccionats de tela, paper maixé o poliestirè i són pintades a mà. Moltes posseeixen perruques de pèl real o moher. Al llarg dels anys Hanne Adler-Kruse la filla i successora de Käthe, va desenvolupar nous models de velour o pelfa per a nadons. El 1990, l'empresa va ser venuda a Andrea i Stephen Christenson, que van mantenir les tradicions de l'empresa. El 2013, l'empresa va ser adquirida per Hape Holding AG de Llucana. A Donauwörth, es troba el Museu de nines Käthe-Kruse. Existeix una exhibició permanent en la "Romanisches Haus" en Bad Kösen.